# Wolters Kluwer
Wolters Kluwer N.V. - нідерландська компанія з надання інформаційних послуг. Компанія обслуговує юридичні, ділові, податкові, бухгалтерські, фінансові, аудиторські послуги, послуги з управління ризиками, дотримання норм і стандартів, а також послуги у сфері охорони здоров'я.
Wolters Kluwer у своїй нинішній формі була заснована в 1987 році в результаті злиття видавництв Kluwer і Wolters Samsom. Вона працює в більш ніж 150 країнах. Штаб-квартира компанії знаходиться в Алфен-ан-ден-Рейн, Нідерланди (глобальна) і Філадельфія, США (корпоративна).

## Історія

### Рання історія
Ян-Беренд Вольтерс заснував видавництво Schoolbook у Гронінгені, Нідерланди, у 1836 році. 1858 року поряд із видавництвом Schoolbook було засновано видавництво Noordhoff. 1968 року обидва видавництва злилися. У 1972 році Wolters-Noordhoff об'єдналося з Інформаційно-комунікаційним союзом (ICU) і отримало назву ICU. У 1977 році ICU придбала компанію Croner, а в 1983 році змінила назву на Wolters-Samsom. У 1985 році компанія почала обслуговувати іноземні юридичні фірми та транснаціональні компанії в Китаї. У 1987 році Elsevier, найбільше видавництво в Нідерландах, оголосило про свої наміри викупити акції Kluwer. Kluwer об'єдналася з Wolters-Samsom, щоб відбити пропозицію Elsevier про поглинання, і утворила Wolters Kluwer. Злиття зробило Wolters Kluwer другим за величиною видавничим домом у Нідерландах.
Після злиття Wolters Kluwer почала розширюватися на міжнародному рівні, придбавши IPSOA Editore, Kieser Verlag, Technipublicaciones та Tele Consulte у 1989 р. До кінця року Wolters Kluwer розширила свою присутність в Іспанії, Західній Німеччині та Франції. Компанія також запустила LEX, свою правову інформаційну систему, у Польщі. У 1989 р. 44% доходів компанії було отримано на закордонних ринках.

## Діяльність
Станом на 2023 рік Wolters Kluwer мав п'ять підрозділів:
- Юридичні та регуляторні питання
- Податки та бухгалтерський облік
- Охорона здоров'я
- Фінансовий та корпоративний комплаєнс
- Корпоративна ефективність та ESG

Компанія працює у понад 150 країнах світу. Приблизно 74% доходу компанії у 2013 році принесли онлайн, програмне забезпечення та послуги.. Медичний видавничий бізнес у США ведеться через Wolters Kluwer Health.